# Château Smith Haut Lafitte

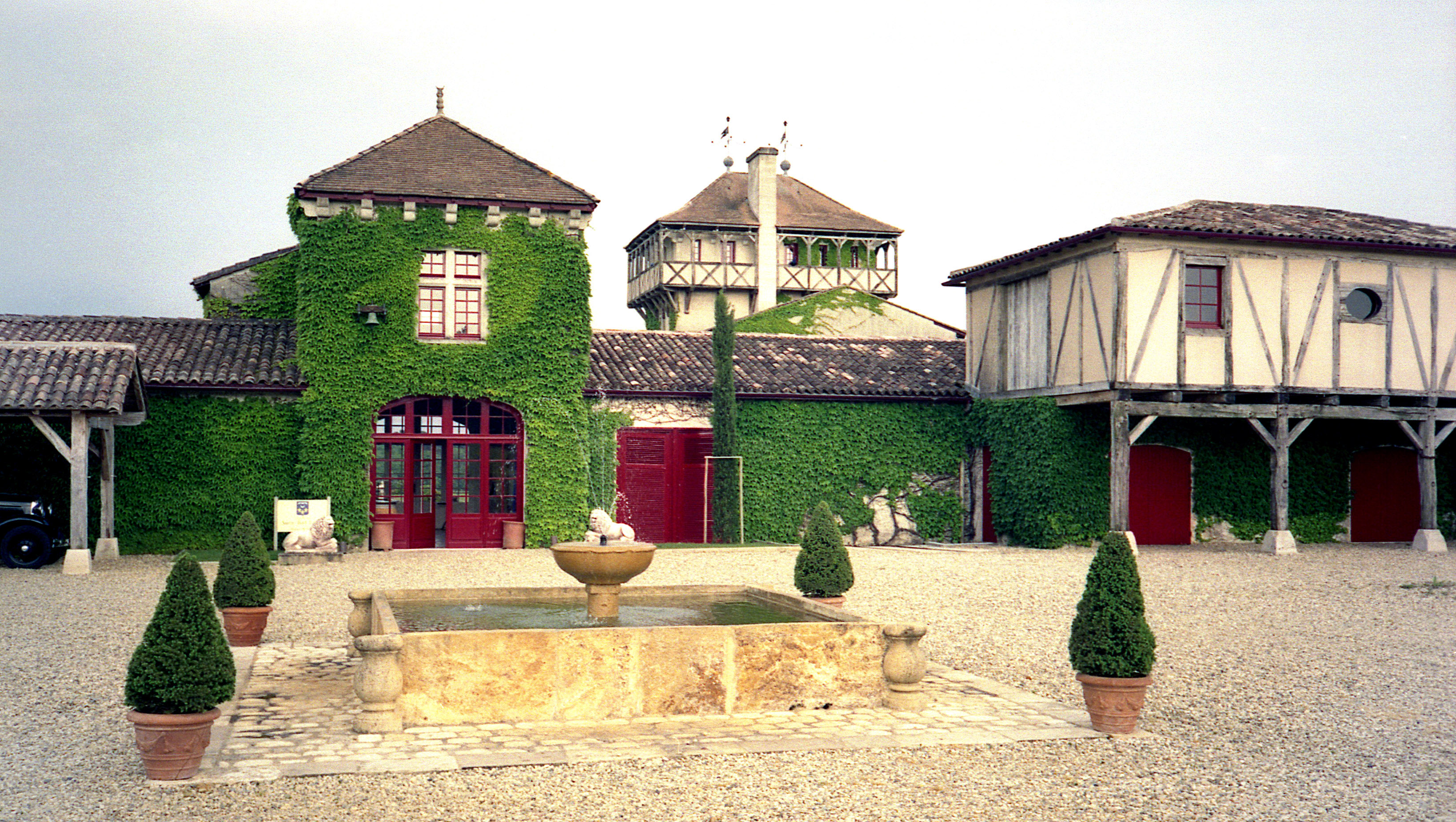
Château Smith Haut Lafitte.

Château Smith Haut Lafitte es una finca productora de vino en la región vinícola de Burdeos en Francia y, dentro de ella, en la AOC Pessac-Léognan de Graves. Fue clasificada entre los primeros crus de vino tinto en la Clasificación del vino de Graves de 1953 y 1959. La bodega y los viñedos se encuentran al sur de la ciudad de Burdeos, en la comuna de Martillac. 

## Historia
La finca se origina en el siglo XVII con la familia Du Boscq que plantó vides en una meseta de grava llamada Lafitte. En 1720 fue comprada por Georges Smith quien añadió su nombre al lieu-dit ("pago").

## Producción
La zona de viñedo abarca 56 hectáreas, de las que 45 están plantadas con variedades de uva de 55% cabernet sauvignon, 35% merlot y 10% cabernet franc. Las restantes 11 ha están cultivadas con variedades blancas en un 90% sauvignon blanc, 5% semillón y 5% sauvignon gris.
El Grand vin, Château Smith Haut Lafitte, produce anualmente 8.300 cajas de vino tinto y 2.500 cajas de blanco seco. Los segundos vinos de la bodega, Les Hauts de Smith, tienen una producción de 5.500 cajas.